# Quinta Strada
La Quinta Strada (in inglese Fifth Avenue) è un'arteria di New York, nel centro del distretto di Manhattan.
Affiancata da eleganti edifici con vista sul parco, residenze storiche e musei, è un simbolo della ricca New York.
Il tratto compreso tra gli incroci con la 34ª e la 59ª Strada è anche uno dei luoghi più importanti del mondo per quanto riguarda lo shopping, al pari di via Montenapoleone a Milano, Oxford Street a Londra o degli Champs-Élysées a Parigi. È una delle vie più care del mondo per i prezzi degli affitti.

## Collocazione e toponomastica

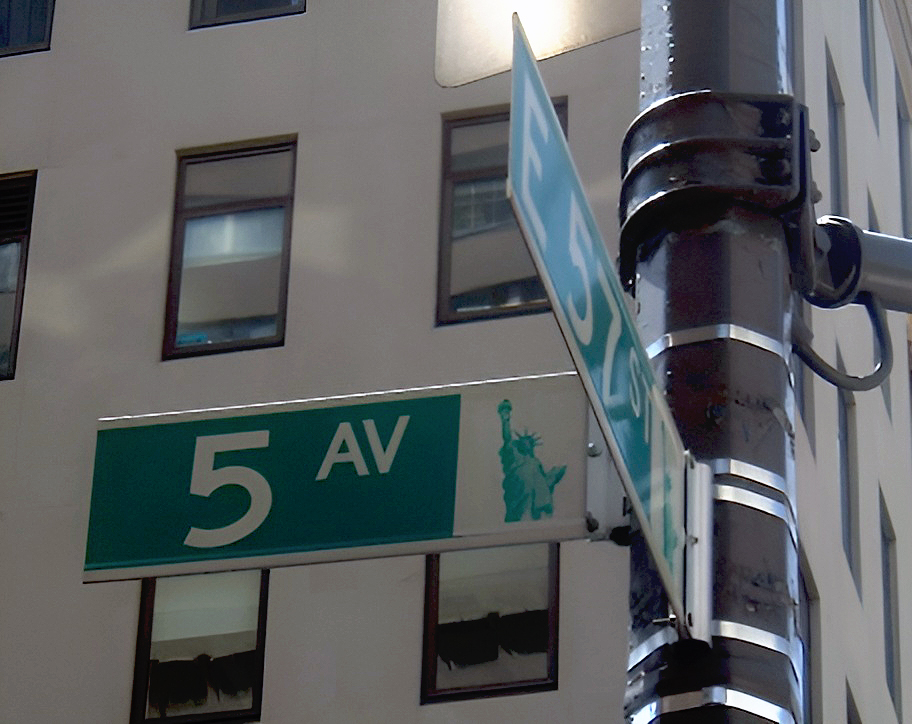
Cartello stradale all'angolo della Fifth Avenue con la East 57th Street

La zona storica ed elegante della Quinta Strada inizia al Washington Square Park nel Greenwich Village e continua verso nord attraversando il cuore della Midtown, lungo il lato più a est di Central Park, continuando nell'Upper East Side e Harlem dove termina presso il fiume Harlem sulla 142ª Strada.
La Fifth Avenue fa scorrere il traffico verso sud dalla 135th Street fino a Washington Square Park. Fino agli anni sessanta la Fifth Avenue era percorribile nei due sensi di marcia per la maggior parte della sua estensione, oggi permette il traffico nei due sensi solo a nord della 135th Street. Tra la 124th Street e la 120th Street è interrotta dal Marcus Garvey Park e il traffico è deviato attorno al parco lungo la Mount Morris Park West. La Fifth Avenue ha visto rivoluzioni sociologiche e storiche negli ultimi decenni, specialmente con la costruzione di nuovissimi ed eleganti condomini, disegnati dai nomi altisonanti dell'architettura e abitati ora dai nuovi giovani miliardari; tra questi spicca il 425 5th Avenue terminato solo nel 2006 e completamente venduto anni prima del completamento. Possedere o acquistare un immobile a Manhattan, specie nella Quinta strada, è molto prestigioso e difficile: il 90% degli immobili sono gestiti da housing cooperative, specie di club con leggi interne e protetti da una legge speciale (la BCL), la quale consente ai membri del consiglio di amministrazione di decidere chi approvare e chi respingere come nuovo socio e quindi abitante. Esistono pochissimi condomini, che sono più liberali e dove possono risiedere anche stranieri, hanno comitati meno restrittivi e consentono l'acquisto sulla base solo di buone referenze e solvibilità fiscale; tra questi: la Trump Tower, il 995 Fifth Avenue, il 400 Fifth Avenue, il 425 fifth Avenue e pochissimi altri.
La Fifth Avenue è la linea di separazione per le streets di Manhattan, ossia le sue traverse, tra quelle a est e quelle a ovest, per esempio separa la East 59th Street dalla West 59th Street. Essendo il punto di partenza per la numerazione delle sue Street, i numeri civici aumentano in entrambi i versi man mano che ci si allontana dalla Fifth Avenue, con 1 East 59th Street all'angolo della Fifth Avenue e 300 East 59th Street tre isolati più a est.

## Storia

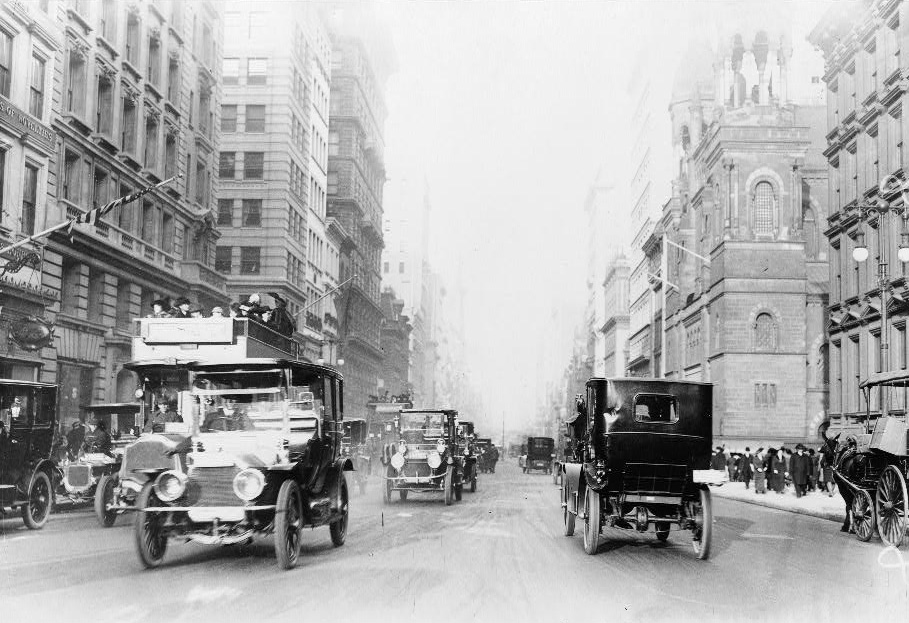
Fifth Avenue, 1918, fotografia dalla Library of Congress Collection.

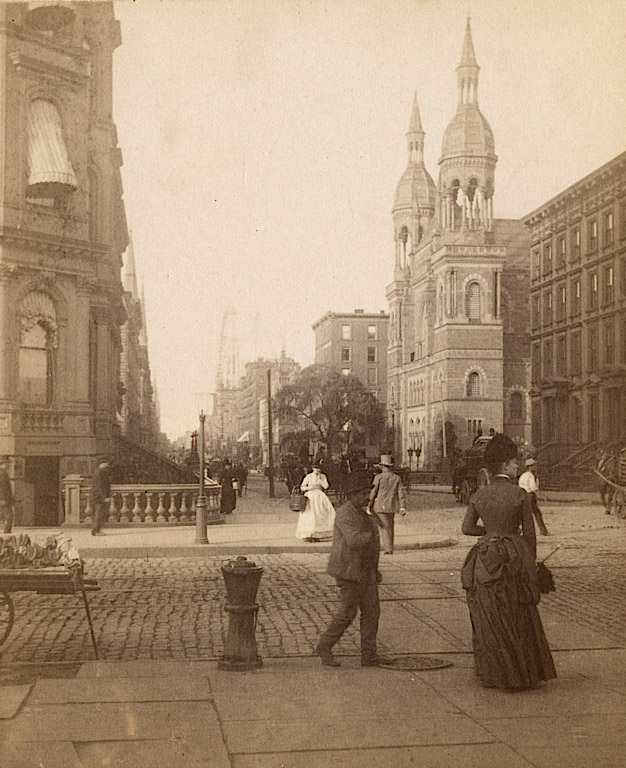
Robert L. Bracklow (1849–1919), Fifth Avenue at 42nd Street, New York, USA, 1º settembre 1888, scheda stampata all'albume, Department of Image Collections, National Gallery of Art Library, Washington, DC

L'alto status di cui già in passato godeva la Fifth Avenue fu confermato nel 1862, quando Caroline Schermerhorn Astor si stabilì all'angolo della 34th Street e l'erezione nel 1897 dell'Astoria Hotel (poi collegato al suo vicino, il Waldorf Hotel, a formare il celebre Waldorf-Astoria Hotel) nello stesso luogo (quello dove ora sorge l'Empire State Building) fu il simbolo della fine del ruolo di strada residenziale per la Fifth Avenue.
La Fifth Avenue è l'ambientazione centrale del romanzo L'età dell'innocenza di Edith Wharton del 1920, vincitore del premio Pulitzer. Il romanzo descrive l'élite sociale della New York degli anni 1870 e fornisce un contesto storico della Fifth Avenue e delle famiglie aristocratiche di New York.
Originariamente una via stretta, gran parte della Fifth Avenue a sud di Central Park venne allargata nel 1908, sacrificando i suoi larghi marciapiedi per far spazio al traffico in aumento. Gli isolati di Midtown, oggi notoriamente commerciali, furono più che altro un distretto residenziale fino all'arrivo del XX secolo. Il primo edificio commerciale della Fifth Avenue fu costruito da Benjamin Altman che acquistò il lotto all'angolo della 34th Street nel 1896 e demolì il "Marble Palace" del suo rivale A. T. Stewart. Nel 1906 il suo grande magazzino, B. Altman and Company, occupò l'intero fronte dell'isolato. Il risultato fu la creazione di un distretto commerciale che attraeva le signore dell'alta società e i negozi intenzionati a servirle. Il magazzino Lord & Taylor si trova ancora sulla Fifth Avenue vicino all'Empire State Building e alla New York Public Library.
Nella prima parte degli anni 1900, i più ricchi di New York si trasferirono nel tratto della Fifth Avenue compreso tra la 59th Street e la 96th Street, ovvero il pezzo che si affaccia su Central Park. Quest'area raccoglie diversi edifici notevoli, molti dei quali costruiti negli anni venti da architetti come Rosario Candela e J. E. R. Carpenter. Solo poche strutture edificate dopo la seconda guerra mondiale rompono il continuo fronte delle facciate in pietra calcarea, una di queste è il Solomon R. Guggenheim Museum tra la 88th e la 89th Street.

## Luoghi di rilievo

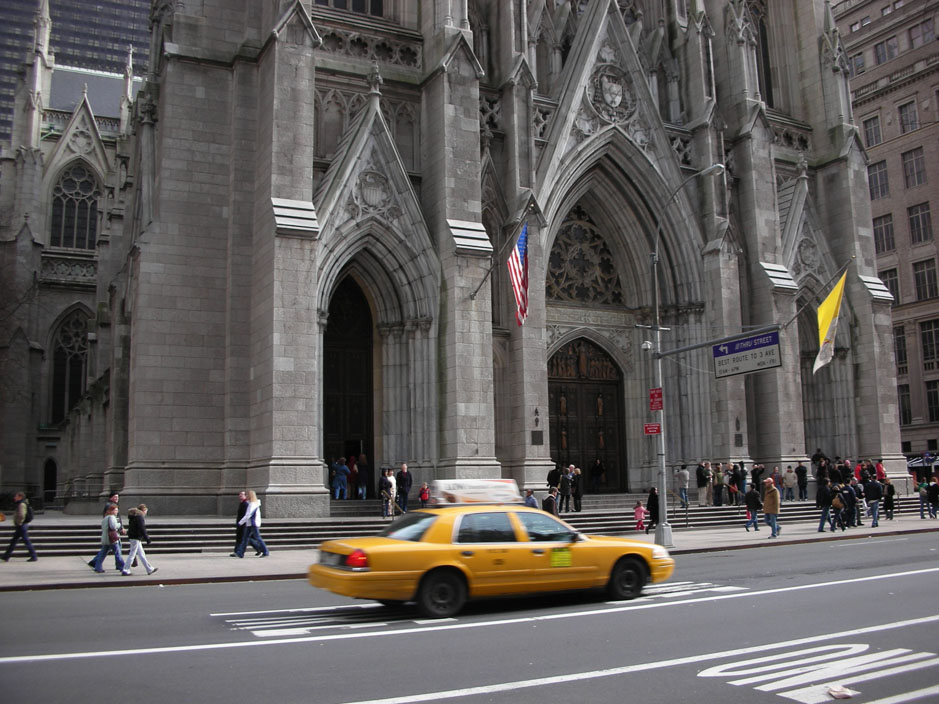
La cattedrale di San Patrizio

La Fifth Avenue inizia al Washington Square Park

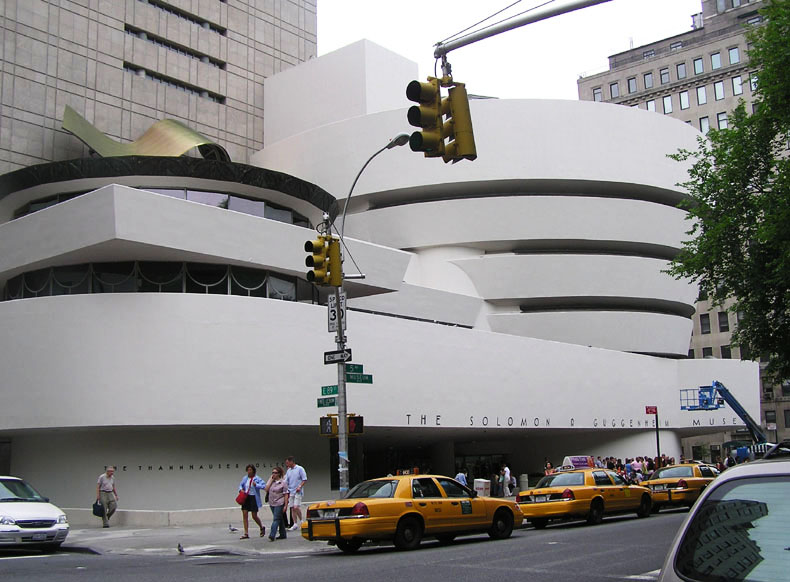
Il Guggenheim Museum alla 89th Street

Molti edifici famosi sono situati lungo la Fifth Avenue a Midtown e nell'Upper East Side, come l'Empire State Building, la New York Public Library, il Rockefeller Center, la Trump Tower, la Saint Patrick's Cathedral ed il Plaza Hotel. Il tratto affiancato a Central Park raccoglie un tal numero di musei che è stato soprannominato Museum Mile e include istituzioni come il Metropolitan Museum of Art e il Solomon R. Guggenheim Museum. Quest'area era nota all'inizio del XX secolo come Millionaire's Row dopo che vi si erano trasferiti molti newyorkesi benestanti. Prima diverse ricche Vanderbilt houses e altre residenze erano state costruite più a sud. La New York Academy of Medicine si trova alla 103rd Street e il Mount Sinai Hospital alla 98th Street.
Lungo la Fifth Avenue vi sono anche Tiffany, Cartier, e Bergdorf Goodman. Tra la 34th Street e la 60th Street si affacciano molti negozi lussuosi tra cui F.A.O. Schwarz sulla 58th Street. Altri rivenditori famosi non più presenti erano B. Altman and Company, Bonwit Teller, e Peck & Peck.
Al 720 si trova il negozio Abercrombie & Fitch, mentre tra la 58th e la 59th Street c'è il cubo di vetro della Apple che serve da entrata per il relativo Apple Store completamente sotterraneo.

## Parate

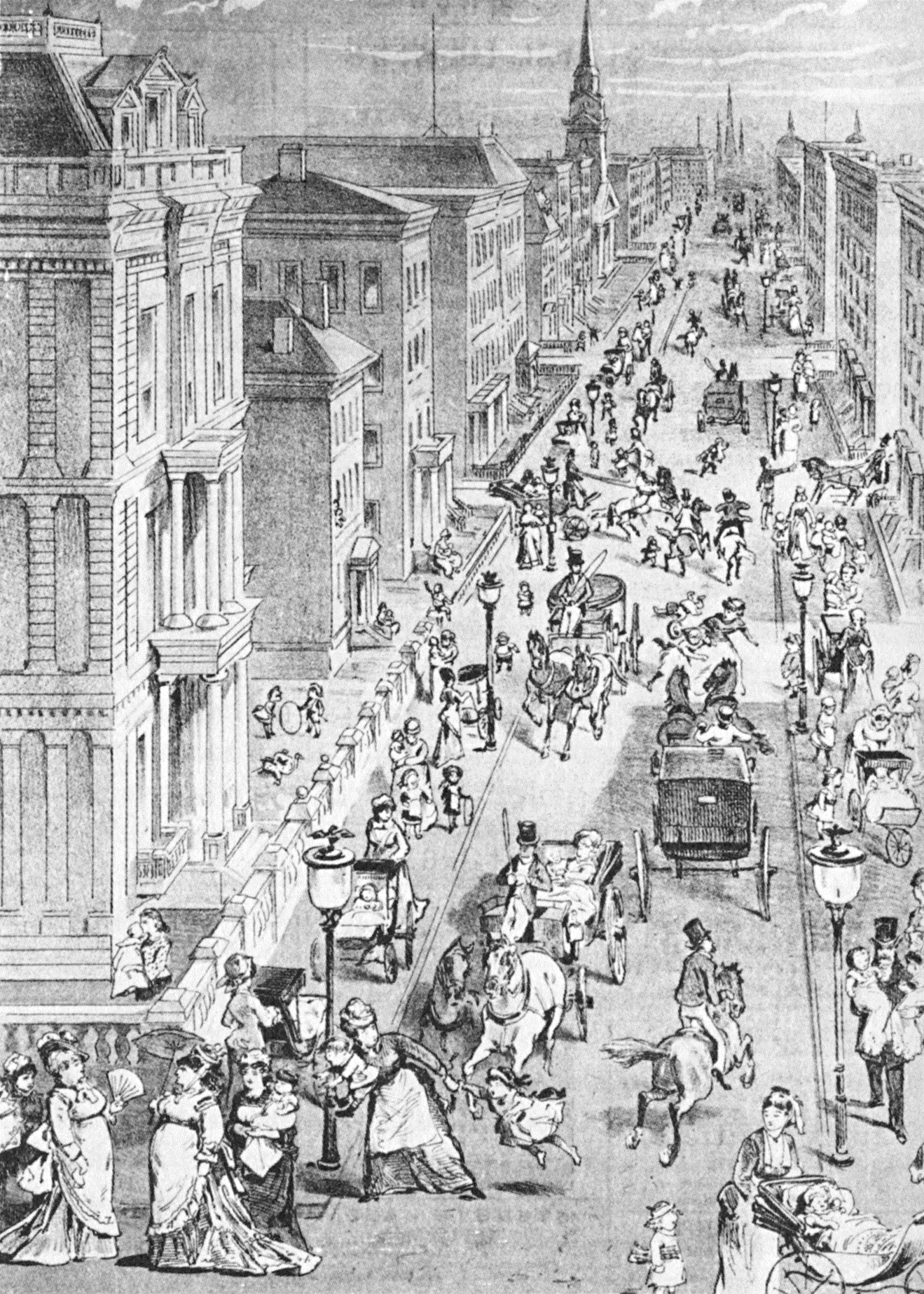
Fifth Avenue, 1878: illustrazione da The Wickedest Woman in New York: Madame Restell, the Abortionist di Clifford Browder.

La Fifth Avenue è il percorso tradizionale per molte parate nella città di New York, per questo è chiusa al traffico per numerose domeniche durante il periodo estivo. Queste parate sono diverse dalle ticker-tape parade che si tengono nel "Canyon of Heroes" più a sud nella Broadway e la Macy's Thanksgiving Day Parade che ha luogo nella Broadway dall'Upper West Side fino a Herald Square.